# Ozoroa dispar
Ozoroa dispar är en sumakväxtart som först beskrevs av Presl, och fick sitt nu gällande namn av R. & A. Fernandes. Ozoroa dispar ingår i släktet Ozoroa och familjen sumakväxter. Inga underarter finns listade i Catalogue of Life.